# Francisco Javier Fernández
Francisco Javier (Paquillo) Fernández Peláez, född den 6 mars 1977 i Guadix i Spanien, är en spansk friidrottare som tävlar i gång. 
Fernández genombrott kom när han vid VM för juniorer 1996 blev världsmästare på 10 km gång. Hans första mästerskap som senior var EM 1998 i Budapest där han blev bronsmedaljör på 20 km gång på tiden 1:21.39. Hans första världsmästerskap var VM 1999 i Sevilla där han slutade på en femtonde plats på 20 km gång.
Fernández deltog vid Olympiska sommarspelen 2000 i Sydney där han slutade på en sjunde plats på tiden 1.21,01. Han deltog inte vid VM 2001 utan var tillbaka till EM 2002 då han blev europamästare på 20 km gång, tiden blev 1:18.37. Samma år noterade han även ett världsrekord på 20 km gång när han vid tävlingar i Åbo gick på 1:17.22. 
Vid VM 2003 i Paris slutade han tvåa efter Jefferson Pérez som vid tävlingarna även slog Fernández världsrekord. Även vid Olympiska sommarspelen 2004 slutade han på andra plats, denna gång var det italienaren Ivano Brugnetti som blev hans överman. 
Även vid VM 2005 så blev det en silvermedaljör och återigen var det Pérez som vann tävlingen. Utan Pérez medverkan kunde spanioren vinna sitt andra raka EM-guld på 20 km gång i Göteborg 2006. Denna gång blev segertiden 1:19.09. 
Vid VM 2007 så upprepade sig mönstret från de två tidigare världsmästerskapen. Fernández slutade på en andra plats slagen bara av Pérez, denna gång på tiden 1:22.40.
Vid Olympiska sommarspelen 2008 slutade han först på en sjunde plats och han missade därmed medalj vid ett mästerskap för första gången sedan 2001.
Förutom mästerskapssegrarna har han även vunnit guld vid IAAF World Race Walking Cup både 2006 och 2008.

## Personligt rekord
- 20 km gång - 1:17.22